# Teoria de l'estat estacionari
La Teoria de l'estat estacionari és un model cosmològic desenvolupat el 1949 per Hermann Bondi, Thomas Gold i Fred Hoyle com una alternativa a la Teoria del big-bang. Encara que el model va tenir un gran nombre de seguidors en la dècada dels 50, i 60, la seva popularitat va disminuir notablement a finals dels 60, amb el descobriment de la radiació de fons de microones, i es considera des de llavors com un model alternatiu.
D'acord amb la teoria de l'estat estacionari, la disminució de la densitat que produeix l'Univers en expandir-se es compensa amb una creació contínua de matèria. A causa que es necessita poca matèria per igualar la densitat de l'Univers –2 àtoms d'hidrogen per cada m³ i en cada 1.000 milions d'anys–, aquesta teoria no s'ha pogut demostrar directament. La teoria de l'estat estacionari sorgeix de l'aplicació de l'anomenat principi cosmològic perfecte, el qual sosté que per a qualsevol observador l'Univers ha de semblar el mateix en qualsevol lloc de l'espai. La versió perfecta d'aquest principi inclou el temps com a variable segons el qual l'Univers no només presenta el mateix aspecte des de qualsevol punt des del que és observat sinó també en qualsevol instant de temps, i les seves propietats generals són constants tant en l'espai com en el temps.
Els problemes amb aquesta teoria van començar a sorgir a finals dels anys 60, quan les proves observacionals van començar a mostrar que, de fet, l'Univers estava canviant: es van trobar quàsars només a grans distàncies, no a les galàxies més properes. La prova definitiva va arribar el 1965 amb el descobriment de la radiació de fons de microones, perquè en un model estacionari l'Univers ha estat sempre igual i no hi ha raó perquè es produeixi una radiació de fons amb característiques tèrmiques. Buscar una explicació requereix l'existència de partícules de longitud mil·limètrica en el medi intergalàctic que absorbeixi la radiació produïda per fonts galàctiques extremadament lluminoses, una hipòtesi massa forçada.

## Autors moderns
Avui en dia, pocs astrònoms no creuen en la teoria del big-bang. D'ells, probablement el més important sigui l'indi Jayant Narlikar. Malgrat el fracàs de la teoria en explicar l'estructura de l'Univers, els que la van proposar van utilitzar-ne aspectes per aprofundir en l'origen de la matèria i dels elements, realitzant importants descobriments en el camp de la nucleosíntesi estel·lar d'elements pesats.